# Louis de Funès
Louis Germain David de Funès de Galarza (Courbevoie, 31 de juliol de 1914 - Nantes, 27 de gener de 1983) fou un actor còmic francès d'ascendència espanyola. El 1973 va rebre la distinció francesa de Cavaller de la legió d'honor (Légion d'honneur) i també el Premis César d'honor de cinema el 1980.

## Perfil
Louis de Funès era baix d'estatura (164 cm), va ser molt popular a França en el genere slapstick, pianista de jazz, alopècic i prim, satíric, director, famós per les seves múltiples expressions facials.

## Biografia
Va ser el tercer fill nascut d'una parella que el 1904 va arribar a França provinents d'Espanya.
El seu pare no va poder exercir a França la seva professió d'advocat i aleshores es va fer joier però partí a Veneçuela i sembla que no va tenir tanta influència en els seus fills com la seva esposa.
Louis va fer l'educació secundària al lycée Condorcet i als 16 anys entrà a l'Escola professional de la pelleteria situada a la Plaça de la Bastilla de París i treballà uns anys de pelleter fins que el 1932 s'inscriu a l'Escola Tècnica de Fotografia i de Cinema.
Va exercir diversos oficis i el 1936 es casa amb la seva primera dona: Germaine Louise Élodie Carroyer. D'aquesta unió va néixer un fill, Daniel. El matrimoni durà poc temps. El 1942 començà a treballar de pianista de jazz en un bar sense formació musical (tocava d'oïda).
El 1942, als 28 anys decideix ser actor i s'inscriu oficialment al registre mitjançant un concurs d'interpretació fent una escena d'una obra de Molière. Debuta amb l'obra L'Amant de paille de Marc-Gilbert Sauvajon va seguir fent obres de teatre i continuà fent de pianista. Es tornà a casar el 1943 Jeanne Augustine Barthélemy, i tingueren dos fills Patrick, i Olivier que participà amb petits papers amb el seu pare.
El 1945 va participar en la seva primera pel·lícula La Tentation de Barbizon de Jean Stelli. en un petit paper de porter de cabaret. Els anys següents va seguir fent papers cinematogràfics i amb el film de 1956 La Traversée de Paris de Claude Autant-Lara actua ja amb força amb actors consagrats com Jean Gabin i Bourvil. L'any següent Maurice Regamey li ofereix el seu primer paper principal a Comme un cheveu sur la soupe la seva actuació d'un compositor suïcida li val el Grand Prix du Rire.
Paper decisiu
El 1959 treballa al teatre a l'obra Oscar amb Jean-Paul Belmondo obra de gran èxit que es portà fora de París, fins i tot al Magreb, també se'n va fer una pel·lícula amb el mateix nom. Aquí ja fa el paper que el va fer cèlebre i que anirà repetint en totes les seves pel·lícules: un home desassossegat i irascible que contrastava amb la seva menuda estatura (1,64 m).
En les dècades dels anys 1960 i 1970 les pel·lícules de Louis de Funés assoleixen grans recaptacions més enllà del que ja tenien al cinema francès, només el públic de parla anglesa resta aliè a l'èxit d'aquest actor. Va destacar sobretot, el seu paper (Stanislas Lefort) a La Gran Gresca. El març de 1975 Louis té dos infarts de miocardi, aleshores ha d'alentir la seva activitat i renuncia definitivament a continuar la seva carrera teatral. A més, en el cinema, el risc de recaiguda de la seva malaltia fa que les companyies d'assegurances no vulguin assumir el risc d'assegurar-lo. Encara però intervendrà en diverses pel·lícules d'èxit com El gendarme i els extraterrestres de 1979. La seva carrera com a actor, va acabar amb El Gendarme i les Gendarmetes, l'any 1982.
Durant els seus últims anys de vida, vivia en un magnífic castell de la seva propietat, a 15 kilòmetres de Nantes (on està enterrat). Com va fer sempre, a partir del moment en què s'apartava dels estudis de cinema, els seus díes no s'assemblaven en res als seus díes laborals. Plantava tomàquets, s'ocupava de les seves terres i animals i, cada diumenge, els veïns del poble sabien que el trobarien, a missa de dotze, al costat de la seva dona i dels seus dos últims fills (el primer va ser fruit d'una altra relació), un dels quals és pilot d'aviació i l'altre, és metge.

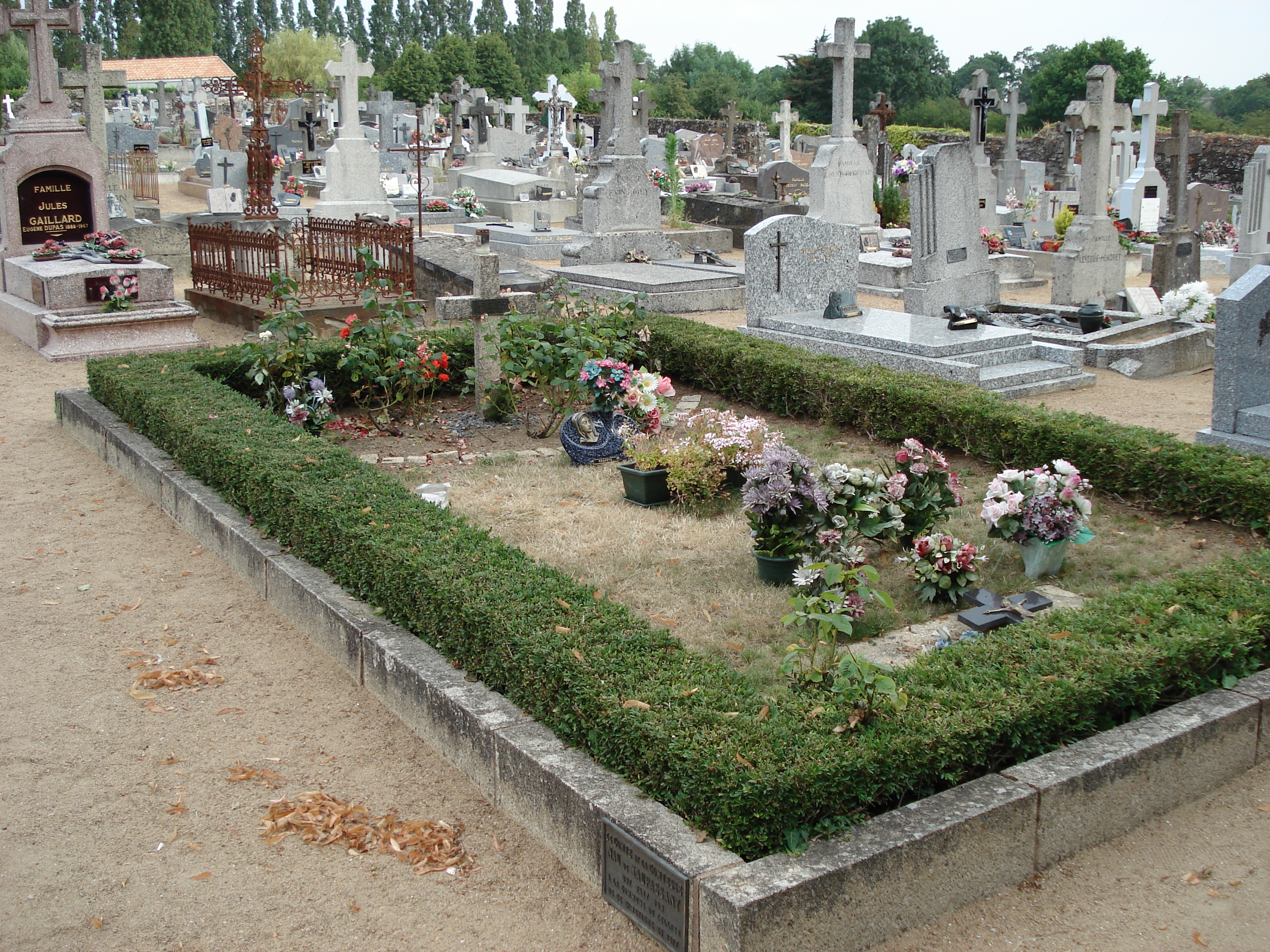
Tomba de Louis de Funès al cementiri de Le Cellier

El gener de 1983 mor víctima d'un nou infart. Nombroses celebritats com Yves Montand van assistir al seu enterrament, al cementiri de Le Cellier.

## Conviccions religioses, socials i polítiques
Louis de Funès era molt religiós, i posseïa, una profunda fe.
Les seves idees polítiques s'acosten a les del gaullisme, home de dretes, afirma ser molt aficionat a Charles de Gaulle, així com a Georges Pompidou, i haver apreciat en la seva joventut la Confederació General del Treball i les reformes del Front Popular quan es va atorgar el primer permís remunerat segons la llei francesa (vacances pagades). Diverses fonts d'extrema dreta li van adjudicar idees monàrquiques i catolicisme tradicionalista, però, encara que admirava el rei Lluís XVI i va assistir de vegades a la missa anual en memòria de Lluís XVI que commemorava la seva execució, no era monàrquic.
Olivier de Funès va explicar que al maig del 1968 el seu pare s'interessava poc en el moviment social, però que li semblava simpàtic que els joves es manifestessin davant dels polítics, als quals ell no apreciava. D'altra banda, s'espantava per la caça de bruixes que s'acosta, no admet que els professors universitaris, els periodistes o fins i tot els caps d'empresa paguin el preu, es referia sovint al Terror, i es burlava d'alguns dels tribuns de la protesta. Més tard va tenir una visió amarga dels esdeveniments: Em va sorprendre el maig del 68. Volíem transformar-ho tot, alliberar-ho tot, tornar a ser joves.

## Distincions
L'any 1967 el Govern francès li va concedir la Legió d'Honor.
Més tard, el 1980, rep el premi cinematogràfic César, amb la distinció de títol honorífic.

## Filmografia
Amb Fernandel, Bourvil i Jean Gabin, Louis de Funès és un dels actors francesos que va atreure la major quantitat d'espectadors als cinemes. Louis de Funès va ser molt prolífic. Després d'haver respost diversos centenars d'actors, dirigits per més de quaranta directors, a més d'una dècada en què va intentar diferents activitats (mitja dotzena de sèries de televisió, una dotzena de doblatge, una dotzena de pel·lícules curtes) mentre filmava a la dècada de 1950, va fer més de cent quaranta llargmetratges durant els seus gairebé quaranta anys de carrera.

### Algunes pel·lícules importants
Més de la meitat de la filmografia de Louis de Funès es defineix i considera "de culte". És possible reduir aquesta filmografia en dos terços limitant-se a les pel·lícules que han superat el milió d'entrades a la taquilla i en què Louis de Funès exerceix el paper principal, així com les poques pel·lícules on va ser coprotagonista. A la primera part de la seva carrera, es va beneficiar històricament de la llum portada pels "gegants" del cinema francès de l'època, que eren Jean Gabin, Fernandel i Bourvil. Hi ha un total de 45 llargmetratges, en més de 140 representacions, que es poden considerar importants. Per tant, el terme "major" s'entén aquí des d'un triple punt de vista: crític, popular/comercial i en termes d'avanç a la carrera de Louis de Funès.

### Filmografia completa
Filmografia completa de l'autor consultada l'abril de 2008
- La Tentation de Barbizon (1945), de Jean Stelli
- Six heures à perdre (1946)
- Dernier refuge (1946)
- Antoine et Antoinette (1947)
- Croisière pour l'inconnu (1947)
- Du Guesclin (1948)
- Vient de paraître (1949)
- Mon ami Sainfoin (1949)
- Mission à Tanger (1949)
- Millionnaires d'un jour (1949)
- Au revoir Monsieur Grock (1949), de Pierre Billon
- Rendez-vous avec la chance (1949)
- Pas de week-end pour notre amour (1949)
- Un certain monsieur (1949)
- Je n'aime que toi (1949)
- Le Jugement de Dieu (1949)
- La Rue sans loi (1950)
- Adémaï au poteau-frontière (1950)
- Knock (1951), de Guy Lefranc
- Les Joueurs (1951)
- Un Amour de parapluie (1951)
- Bibi Fricotin (1951), de Marcel Blistène
- Boniface Somnambule (1951)
- Boîte à vendre (1951)
- Sans laisser d'adresse (1951), de Jean-Paul Le Chanois
- La Rose rouge (1951), de Marcello Pagliero
- Champions Juniors (1951)
- Le Roi du bla bla bla (1951)
- La Poison (1951), de Sacha Guitry
- Pas de vacances pour Monsieur le Maire (1951)
- Le Dindon (1951), de Claude Barma
- L'Amant de paille (1951)
- Folie douce (1951)
- Ma femme est formidable (1951)
- Les Sept Péchés capitaux (1952)
- Ils étaient cinq (1952)
- Les Dents longues (1952), de Daniel Gélin
- Agence matrimoniale (1952), de Jean-Paul Le Chanois
- La Fugue de Monsieur Perle (1952)
- Innocents in Paris (1952)
- Elle et moi (1952)
- Je l'ai été trois fois (1952), de Sacha Guitry
- Monsieur Taxi (1952)
- Monsieur Leguignon Lampiste (1952)
- Le Huitième Art et la manière (1952)
- Moineaux de Paris (1952)
- L'amour n'est pas un péché (1952)
- La Putain respectueuse (1952), de Charles Brabant i Marcello Pagliero
- Les Compagnes de la nuit (1953)
- La Vie d'un honnête homme (1953)
- Le Rire (1953)
- L'Étrange Désir de Monsieur Bard (1953)
- Dortoir des grandes (1953)
- Au diable la vertu (1953)
- Légère et court vêtue (1953)
- Capitaine Pantoufle (1953)
- Le Secret d'Hélène Marimon (1953)
- Faites-moi confiance (1953)
- Mon frangin du Sénégal (1953), de Guy Lacourt
- Poisson d'avril (1954), de Gilles Grangier
- Ah ! Les belles bacchantes (1954), de Jean Loubignac
- Le Blé en herbe (1954)
- Le Chevalier de la nuit (1954)
- Les Corsaires du Bois de Boulogne (1954), de Norbert Carbonnaux
- Escalier de service (1954)
- Fraternité (TV) (1954)
- Les hommes ne pensent qu'à ça (1954), d'Yves Robert
- Huis clos (1954)
- Les Intrigantes (1954), d'Henri Decoin
- Mam'zelle Nitouche (1954), dYves Allégret
- Le Mouton à cinq pattes (1954), d'Henri Verneuil
- Papa, maman, la bonne et moi (1954), de Jean-Paul Le Chanois
- Les pépées font la loi (1954)
- La Reine Margot (1954), de Jean Dréville
- Scènes de ménage (1954)
- Tourments (1954)
- Napoléon (1954), de Sacha Guitry
- Ingrid (1955)
- Les Impures (1955)
- L'Impossible Monsieur Pipelet (1955)
- Les Hussards (1955)
- La Bande à papa (1955)
- Bonjour sourire (1955), de Claude Sautet
- Si Paris nous était conté (1955), de Sacha Guitry
- Frou-Frou (1955)
- Mädchen ohne Grenzen (1955)
- La Traversée de Paris (1956), de Claude Autant-Lara
- La Famille Anodin (1956)
- Papa, maman, ma femme et moi (1956)
- Bébés à gogo (1956)
- La Loi des rues (1959)
- Courte tête (1956), de Norbert Carbonnaux
- Comme un cheveu sur la soupe (1957), de Maurice Regamey
- Taxi, Roulotte et Corrida (1958), d'André Hunebelle
- Ni vu, ni connu (1958), d'Yves Robert
- La Vie à deux (1958)
- I Tartassati (1959)
- Totò, Eva e il pennello proibito (1959)
- Certains l'aiment froide (1959)
- Mon pote le gitan (1959)
- Dans l'eau qui fait des bulles (1960), de Maurice Delbez
- Le Capitaine Fracasse (1960), de Pierre Gaspard-Huit
- Les Tortillards (1960)
- La Vendetta (1961)
- Le crime ne paie pas (1961), de Gérard Oury
- La Belle Américaine (1961), de Robert Dhéry
- Candide ou l'optimisme du XXe siècle (1961), de Norbert Carbonnaux
- Un clair de lune à Maubeuge (1962), de Jean Chérasse
- Le Gentleman d'Epsom (1962), de Gilles Grangier
- Les Veinards (1962), de Jean Girault
- Nous irons à Deauville (1962)
- Le Diable et les Dix Commandements: en català, El diable i els Deu Manaments (1962), de Julien Duvivier
- Des pissenlits par la racine (1963), de Georges Lautner
- Pouic-Pouic (1963), de Jean Girault
- Carambolages (1963), de Marcel Bluwal
- Faites sauter la banque ! (1963), de Jean Girault
- Fantômas (1964), d'André Hunebelle
- Le Gendarme de Saint-Tropez (1964), de Jean Girault
- Une souris chez les hommes o Un Drôle de caïd (1964), de Jacques Poitrenaud
- Le Corniaud: en català, L'home del Cadillac (1965), de Gérard Oury
- Fantômas se déchaîne: en català, La fúria de Fantomas (1965), d'André Hunebelle
- El gendarme a Nova York (Le Gendarme à New York) (1965), de Jean Girault
- Les Bons Vivants (1965), de Gilles Grangier
- La Grande Vadrouille; en català, La gran gresca (1966), de Gérard Oury
- Le Grand Restaurant; en català, El gran restaurant (1966), de Jacques Besnard
- Fantômas contre Scotland Yard: en català, Fantomas contra Scotland Yard (1967), d'André Hunebelle
- Les Grandes Vacances: en català, Vacances d'estiu (1967), de Jean Girault
- Òscar, una maleta, dues maletes, tres maletes (Oscar) (1967), d'Édouard Molinaro
- Le Petit Baigneur: en català, El petit banyista (1968), de Robert Dhéry
- Le Tatoué: en català, El tatuat (1968), de Denys de La Patellière
- El gendarme es casa (Le Gendarme se marie) (1968), de Jean Girault
- Hibernatus; en català, Hibernatus (1969), d'Édouard Molinaro
- L'Homme orchestre; en català, L'home orquestra (1970), de Serge Korber
- El gendarme toca el dos (Le Gendarme en balade) (1970), de Jean Girault
- La Folie des grandeurs (1971), de Gérard Oury
- Joe, un cadàver molt atrafegat (Jo) (1971), de Jean Girault
- Sur un arbre perché (1971), de Serge Korber
- Les Aventures de Rabbi Jacob (1973), de Gérard Oury
- L'Aile ou la cuisse (1976), de Claude Zidi
- La Zizanie (1978), de Claude Zidi
- El gendarme i els extraterrestres (Le Gendarme et les Extra-terrestres) (1978), de Jean Girault
- L'Avare (1979), de Jean Girault
- La Soupe aux choux (1981), de Jean Girault
- El gendarme i les gendarmes (Le Gendarme et les Gendarmettes) (1982), de Jean Girault i Tony Aboyantz